# Appellativ
Appellativ (av latin appellare 'kalla, benämna'), eller artnamn, är ett substantiv som benämner ett ting med ett namn, vilket är gemensamt för alla ting av samma slag (till exempel berg, häst, stad, vatten). Motsatsen till appellativ är nomen proprium (egennamn), som betecknar individer.